# Neue Phänomenologie
Die Neue Phänomenologie ist eine von dem Philosophen Hermann Schmitz in den 1960er Jahren eingeführte und seither stetig weiterentwickelte Variante der Phänomenologie. Eine Wiederentdeckung der unwillkürlichen Lebenserfahrung ist die Grundlage der Neuen Phänomenologie: Sie geht von dem aus, was jeder Mensch vortheoretisch am eigenen Leib spürt. Deswegen ist für die Neue Phänomenologie eine Zusammenarbeit mit den Wissenschaftsgebieten Medizin und Psychologie von großer Bedeutung.

## Theorie
Die theoretischen Fundamente der Neuen Phänomenologie legte Hermann Schmitz in seinem zehnbändigen Werk „System der Philosophie“, das in den Jahren von 1964 bis 1980 erschienen ist. Darin kritisiert Schmitz die die Geschichte dominierenden Philosophen seit Platon und Demokrit dafür, dass sie das menschliche Denken vom größten Teil der unwillkürlichen Lebenserfahrung abgetrennt haben. Hauptgrund für dieses Faktum ist ein Erkenntnisparadigma, das die Philosophen den Theologen und den heutigen Naturwissenschaftlern vererbt haben. Das Paradigma bezeichnet Schmitz als „fatale Prägung“, die aus den 3 Aspekten des Psychologismus, des Reduktionismus und des Introjektionismus besteht. Die drei Bestandteile des kritisierten Dogmas erläutert Schmitz so:
- Psychologismus bezeichnet den Tatbestand, dass alle Erlebnisse einer Person in eine abgeschlossene Innenwelt verlegt werden (die Seele), die durch eine Zentralinstanz (den Willen, die Vernunft oder ähnliches) beherrscht wird.
- Reduktionismus bedeutet, dass die empirische äußere Welt reduziert wird auf eine kleine Anzahl von Merkmalen, die zu den vorhandenen statistischen und experimentellen Methoden der Wissenschaften (vor allem der Naturwissenschaften) passen.
- Introjektion bedeutet, dass das Übriggebliebene der Reduktion in eine Innenwelt abgelegt wird. So werden etwa die Gefühle als nicht-messbare Vorkommnisse einfach in die Seele als Hort der Subjektivität verlegt.

Schmitz wendet sich entschieden gegen dieses dreigliedrige Paradigma, denn so geraten wichtige, wenn nicht gar die wichtigsten Facetten des menschlichen Lebens in Vergessenheit. Als solche der Reduktion anheimfallenden Phänomene kennt die Neue Phänomenologie:
- die Atmosphären, unter ihnen das Wetter und die Stille, hauptsächlich aber die Gefühle, die als räumlich ergossene Kräfte, die den Leib betreffen können, verstanden werden;
- die Situationen, also ganzheitliche Mannigfaltigkeiten, die durch Bedeutsamkeiten, Sachverhalte, Programme und Probleme konstituiert sind;
- den Leib, womit weder Körper noch Seele gemeint ist, sondern eine Entität, die räumlich ausgedehnt ist in einer dem Geräusch ähnlichen Weise, d. h., es ist prädimensional und unteilbar, aber dennoch nicht unstrukturiert;
- die leibliche Kommunikation, eine Art von Zusammenspiel zwischen einer Person und einem Partner, der nicht notwendig ein Lebewesen sein muss;
- die Halbdinge, die dadurch bestimmt sind, dass sie nur während Intervallen bestehen (und es keinen Sinn hat zu fragen, wo sie während der Zwischenphasen sind (z. B. Wind)) und dass sie direkte Kausalwirkungen ausüben können;
- den Raum, insofern er kein Raum ist, der aus relativen Orten, die einander definieren, besteht, sondern der Raum des Hörens, des Leibes, der Gefühle.

Die Neue Phänomenologie untersucht diese meist unbeachteten Phänomene der Lebenswelt. Diese Untersuchungen bilden einen Ausgangspunkt für zahlreiche weitergehende Untersuchungen, etwa Fragen der praktischen Philosophie (Ethik, Rechtsphilosophie, politische Philosophie), der Theologie und der Ästhetik.
Von grundlegender Bedeutung für all diese Bereiche ist die Theorie der Subjektivität. Es sei ein großer Fehler der traditionellen Denker gewesen, anzunehmen, dass alle Fakten objektive Fakten sein müssen und sein können. Die Neue Phänomenologie zeigt, dass es subjektive Fakten gibt, die nur von einer Person festgestellt werden können, und dass objektive Fakten bloße Residuen der fundamentaleren subjektiven Fakten sind.
Subjektive Fakten hängen davon ab, dass jemand von etwas betroffen wird. Dadurch nämlich wird der vitale Antrieb, der aus dem Zusammenspiel der Pole von Engung und Weitung sich ergibt, modifiziert und leiblich spürbar. Der extreme Punkt der Engung ist der Leib, wie es etwa in Momenten großen Schrecks erlebt werden kann. Diese Enge ist Grundvoraussetzung für alle Leiblichkeit. Aus der Enge, die Schmitz als „primitive Gegenwart“ bezeichnet, breitet sich die „entfaltete Gegenwart“ in folgende fünf Dimensionen aus:
- das Hier (der absolute Ort)
- das Jetzt (der absolute Zeitpunkt)
- Dasein
- das Dieses (Identität und Verschiedenheit)
- das Ich (Subjektivität)

Fallen diese fünf Dimensionen gleichsam in einem Punkt zusammen, liegt primitive Gegenwart vor, ein Zustand, in dem sich etwa viele Tiere und Babys befinden. Wenn aber die fünf Dimensionen entfaltet sind, beginnt das Leben in entfalteter Gegenwart. Die Neue Phänomenologie beweist auf diesem Weg, dass menschliche Wesen sich selbst etwas nur dann zuschreiben können, wenn es dafür eine leibliche Grundlage gibt. Diese leibliche Grundlage muss sowohl primitive Gegenwart (als absoluten Bezugspunkt) als auch ein gewisses Maß an Emanzipation von der Enge beinhalten, denn im Zustand reiner Engung ist eine Zuschreibung unmöglich.

## Anwendung und Weiterentwicklung
Die Neue Phänomenologie wurde von Schmitz als anwendungsorientierte Philosophie konzipiert. Sie hat in zahlreichen Fällen Anschluss an andere Einzelwissenschaften gefunden, die das Begriffsangebot der Neuen Phänomenologie nutzen konnten. Besonders in der Medizin und der Psychologie und Psychotherapie konnten so theoretische wie praktische Fortschritte erzielt werden. Darüber hinaus hat die Neue Phänomenologie Eingang gefunden in Disziplinen wie Soziologie, Pädagogik, Architektur oder Wirtschaftswissenschaft.
Zudem wurden die Ansätze der Neuen Phänomenologie von dem Philosophen Guido Rappe, der ein Schüler von Schmitz ist, in Teilen aufgegriffen und weiterentwickelt. Als wesentliche Erweiterung ist die systematische Behandlung der biografischen Dimension des Leibes zu sehen, die sich bei Schmitz nur in Ansätzen findet. So stellt Rappe unter anderem neben die von Schmitz konzipierte räumliche Dimension von Enge und Weite die zeitliche Dimension von Lust und Unlust. Weil diese zeitliche Dimension eng mit der Sozialisation eines Menschen verbunden ist, öffnet sich die Neue Phänomenologie mit dieser Erweiterung in besonderem Maße für die Soziologie. Eine explizite Verknüpfung dieser Dimension mit den Konzepten von Schmitz wird dann von Christian Julmi vorgenommen, der den Anteil von Lust und Unlust für die leibliche Kommunikation, die gemeinsame Situation und die Atmosphäre herausarbeitet und auf diese Weise deren zeitliche Entwicklung in den Blick nimmt.